# Ч
Ч (gemen: ч) är en bokstav i det kyrilliska alfabetet. Den uttalas som t + tje-ljud, ungefär som ttj i "attjo" eller som ch i det engelska ordet "change". Vid transkribering av ryska skriver man tj i svensk text och [ʧ] i IPA. Vid translitteration till latinska bokstäver enligt ISO 9 motsvaras bokstaven av č (c med caron).

## Teckenkoder i datorsammanhang
| Teckenkoder        | Versal: Ч                   | Gemen: ч                  |
| ------------------ | --------------------------- | ------------------------- |
| Namn (Unicode)     | CYRILLIC CAPITAL LETTER CHE | CYRILLIC SMALL LETTER CHE |
| Kodpunkt (Unicode) | U+0427                      | U+0447                    |
| HTML               | &#1063;                     | &#1095;                   |